# Acanthoprimnoa serta
Acanthoprimnoa serta är en korallart som beskrevs av Kükenthal och Gorzawsky 1908. Acanthoprimnoa serta ingår i släktet Acanthoprimnoa och familjen Primnoidae. Inga underarter finns listade i Catalogue of Life.